# Mark Mylod
Mark Mylod né en 1965 au Royaume-Uni est un réalisateur et producteur britannique de films et de télévision. Il est surtout connu pour son travail dans la série télévisée HBO Game of Thrones en tant que réalisateur.

## Carrière
Mylod a dirigé plusieurs émissions de télévision aux États-Unis et au Royaume-Uni, dont beaucoup pour la BBC. Mylod a coproduit la série télévisée HBO Entourage, sur laquelle il était également un réalisateur régulier. 
Avant Entourage, Mylod avait réalisé les longs métrages Ali G, The Big White et Sex List et la série Cold Feet, The Royle Family (en) et Bang, Bang, It's Reeves and Mortimer (en).
Mylod a réalisé et produit l’épisode pilote de la version américaine de la comédie dramatique Shameless, pour Showtime. Il reste coproducteur exécutif et réalisateur fréquent de la série.
En 2011, Mylod a dirigé et produit le pilote de la série fantastique Fantasy d'ABC Once Upon a Time.
En 2014, il a dirigé l'épisode pilote de la série télévisée américaine The Affair.
En 2014, il a dirigé les épisodes 3 et 4 de la saison 5 de la série Game of Thrones de HBO, de même que les épisodes 7 et 8 de la saison 6, et l'épisode 2 de la saison 7.  
Il est le réalisateur principal de la série HBO Harry Potter.

## Vie privée
Mylod est mariée à la créatrice de costumes Amy Westcott.

## Filmographie partielle

### Cinéma
- 2002 : Ali G
- 2005 : The Big White
- 2011 : Sex List
- 2022 : Le Menu (The Menu)

### Télévision

#### Séries télévisées
- 2006 - 2009 : Entourage (23 épisodes, également producteur)
- 2011 - 2018 : Shameless (12 épisodes, également producteur)

- 2015 - 2017 : Game of Thrones (6 épisodes)
- 2018 - 2023 : Succession (16 épisodes, également producteur)
- À venir : Harry Potter (également producteur)